# 威廉·普雷斯科特
威廉·希克林·普雷斯科特（英語：William Hickling Prescott；1796年5月4日—1859年1月28日），是美国的一位著名历史学家，虽然他身体羸弱，双目近乎失明，但仍然在妻子苏珊·普雷斯科特的照顾下完成了自己的学术研究，后来被赞誉为“美国第一位科学的史学家”。

## 作品
- 《天主教徒费迪南和伊莎贝拉的治理史》（1837年）
- 《墨西哥征服史》（1843年）
- 《秘鲁征服史》（1847年）
- 《西班牙国王菲利普二世的治理史》（未完成）

## 外部連結
- 威廉·普雷斯科特的作品  - 古騰堡計劃
- 互联网档案馆中威廉·普雷斯科特的作品或与之相关的作品
- 來自威廉·普雷斯科特的LibriVox公共領域有聲讀物